# Ејстиртланд (регион)
65° 17′ N 14° 23′ W / 65.283° С; 14.383° З
Ејстиртланд (исл. Austurland - „Источни регион“) је је један од осам региона Исланда. Налази се у источном делу државе. Захвата површину од 22.721 км² и има око 15.300 становника. Главни град је Егјилстадир.